# Podział administracyjny Kościoła katolickiego w Gwinei
Podział administracyjny Kościoła katolickiego w Gwinei – w ramach Kościoła katolickiego w Gwinei funkcjonuje obecnie jedna metropolia, w której skład wchodzi jedna archidiecezja i dwie diecezje. 
Jednostki administracyjne Kościoła katolickiego obrządku łacińskiego w Gwinei:

## Metropolia Konakry
- Archidiecezja Konakry
  - Diecezja Kankan
  - Diecezja N’Zérékoré